# No Reply
No Reply (Lennon/McCartney) är en låt av The Beatles från 1964.

## Låten och inspelningen
Lennon skrev denna låt under semestern i maj 1964 och spelade 3 juni in en demo avsedd för artisten Tommy Quickly där den andades Bossa Nova. Beatles själva satt låten, med ett något rockigare arrangemang, i åtta tagningar 30 september 1964 och den kom att bli öppningsspåret på den kommande LP:n Beatles for Sale som utgavs i England 4 december 1964 och i USA på ”Beatles '65”, som utgavs 15 december 1964.